# Powerage
Powerage es el quinto álbum de estudio de la banda de hard rock AC/DC, lanzado el 30 de abril de 1975 en Australia y el 14 de mayo de 1976 en Estados Unidos. Es también el cuarto álbum de estudio internacional de la banda. Todas las canciones están compuestas por Angus Young, Malcolm Young y Bon Scott, entre las que se destacan "Riff Raff", "Sin City", "Rock 'n' Roll Damnation" y "Gone Shootin'".
Powerage es el primer álbum de AC/DC que fue publicado casi simultáneamente en los mercados australianos e internacionales y el primero que utiliza la misma cubierta para ambos, es también la primera vez que tiene las mismas canciones en todas las versiones con la excepción de los vinilos europeos que incluían "Cold Hearted Man," una canción que no se ha publicado oficialmente en ningún otro álbum de AC/DC, algunos también omitían la canción "Rock 'n' Roll Damnation", además de tener una mezcla diferente en varios temas.
En Powerage debuta el bajista Cliff Williams, quien se mantuvo en la banda hasta 2016, regresando en 2020. Muchos fans consideran que Williams, los hermanos Young y el batería Phil Rudd constituyen la formación clásica de AC/DC. Es el primer álbum de AC/DC coproducido por Angus Young, en estudio producido por Harry Vanda y George Young. El álbum fue publicado de nuevo en 2003 como parte de la serie de Remasters del grupo.
El álbum llegó al #133 en Billboard's Pop Albums en Estados Unidos, eventualmente siendo certificado platino.

## Lista de canciones
Todas las canciones compuestas por Angus Young, Malcolm Young, y Bon Scott.
En algunos países europeos las primeras ediciones omiten la canción "Rock 'n' Roll Damnation."
Para el mercado europeo varias canciones fueron mezcladas de nuevo, con ligeras variaciones en la voz y/o en las guitarras.

### Versión australiana, estadounidense, y CD
| N.º | Título                    | Duración |  |
| 1.  | «Rock 'n' Roll Damnation» | 3:40     |  |
| 2.  | «Down Payment Blues»      | 6:04     |  |
| 3.  | «Gimme A Bullet»          | 3:22     |  |
| 4.  | «Riff Raff»               | 5:12     |  |
| 5.  | «Sin City»                | 4:46     |  |
| 6.  | «What's Next To The Moon» | 3:32     |  |
| 7.  | «Gone Shootin'»           | 5:06     |  |
| 8.  | «Up To My Neck In You»    | 4:14     |  |
| 9.  | «Kicked In The Teeth»     | 4:04     |  |

### Versión Europea
| N.º | Título                    | Duración |  |
| 1.  | «Rock 'n' Roll Damnation» | 3:06     |  |
| 2.  | «Gimme a Bullet»          | 3:01     |  |
| 3.  | «Down Payment Blues»      | 5:51     |  |
| 4.  | «Gone Shootin'»           | 4:20     |  |
| 5.  | «Riff Raff»               | 5:15     |  |
| 6.  | «Sin City»                | 4:41     |  |
| 7.  | «Up to My Neck in You»    | 5:00     |  |
| 8.  | «What's Next to the Moon» | 3:16     |  |
| 9.  | «Cold Hearted Man»        | 3:40     |  |
| 10. | «Kicked in the Teeth»     | 3:46     |  |

## Personal
- Bon Scott - Voces
- Angus Young - Guitarra solista
- Malcolm Young - Guitarra rítmica
- Cliff Williams - Bajo
- Phil Rudd - Batería

## Producción
- Productores: Harry Vanda, George Young, Angus Young
- Ingeniero: Mark Opitz

- Datos: Q846880